# Jérémie (departementshuvudort i Haiti)
Jérémie är en departementshuvudort i Haiti.   Den ligger i departementet Grand'Anse, i den västra delen av landet, 190 km väster om huvudstaden Port-au-Prince. Jérémie ligger 12 meter över havet och antalet invånare är 97 503.
Terrängen runt Jérémie är huvudsakligen kuperad, men åt nordväst är den platt. Havet är nära Jérémie åt nordost. Runt Jérémie är det ganska tätbefolkat, med 155 invånare per kvadratkilometer. Jérémie är det största samhället i trakten. Omgivningarna runt Jérémie är en mosaik av jordbruksmark och naturlig växtlighet.